# Еріх Вайсе
Еріх Вайсе (нім. Erich Weise; 13 серпня 1911, Бад-Бланкенбург — 1 січня 2001, Гайденгайм) — німецький офіцер, унтерштурмфюрер резерву СС. Кавалер Лицарського хреста Хреста Воєнних заслуг з мечами.

## Біографія
6 квітня 1932 року вступив у СС (службове посвідчення № 87 207).
Під час Другої світової війни служив техніком 5-му танковому полку 5-ї танкової дивізії СС «Вікінг».

## Нагороди
- Хрест Воєнних заслуг
  - 2-го класу з мечами (12 серпня 1941) — як унтер-офіцер.
  - 1-го класу з мечами (20 квітня 1942) — як унтер-офіцер.
- Залізний хрест 2-го класу (10 серпня 1942)
- Лицарський хрест Хреста Воєнних заслуг з мечами (16 листопада 1943)
- Німецький хрест в сріблі (березень 1945) — як унтерштурмфюрер резерву СС і офіцер-технік 5-го танкового полку 5-ї танкової дивізії СС «Вікінг».